# Kraftwerk Djibloho
Das Kraftwerk Djibloho ist ein Wasserkraftwerk in der Provinz Wele-Nzas, Äquatorialguinea. Das zugehörige Absperrbauwerk staut den Wele zu einem kleinen Stausee auf. Die installierte Leistung beträgt 120 MW. Die Stadt Djibloho liegt ungefähr 15 km östlich des Kraftwerks.
Das Kraftwerk ist im Besitz der Sociedad de Electricidad de Guinea Ecuatorial (Segesa) und wird auch von Segesa betrieben.

## Absperrbauwerk
Das Absperrbauwerk ist eine Gewichtsstaumauer aus Beton mit einer Höhe von 22 m. Die Länge der Mauerkrone beträgt 274 m.

## Kraftwerk
Das Kraftwerk wurde von 2008 bis 2012 errichtet und ging 2012 in Betrieb. Es verfügt über eine installierte Leistung von 120 MW. Die 4 Maschinen des Kraftwerks leisten jede maximal 30 MW.